# Phytomyza philoclematidis
Phytomyza philoclematidis este o specie de muște din genul Phytomyza, familia Agromyzidae, descrisă de Erich Martin Hering în anul 1957. Conform Catalogue of Life specia Phytomyza philoclematidis nu are subspecii cunoscute.